# Zuidzeezwaluw
De zuidzeezwaluw (Hirundo javanica) is een soort zwaluw. De vogel lijkt sterk op de boerenzwaluw ( Hirundo rustica) en komt voor in het Australaziatisch gebied. 

## Beschrijving
De zuidzeezwaluw is 14 cm lang en met de maximale lengte van de buitenste staartpennen van het mannetje, komt er 5 cm bij. Deze zwaluw lijkt sterk op de boerenzwaluw. Het voorhoofd en de borst zijn roestrood. Bij de zuidzeezwaluw loopt het roestrood nog een stukje verder op de plek waar de boerenzwaluw een zwarte borstband heeft.

## Verspreiding en leefgebied
De soort komt niet alleen in Oceanië voor maar heeft een groot verspreidingsgebied dat reikt van Indochina tot in Oceanië. Er worden zes ondersoorten onderscheiden:
- H. j. javanica Sparrman, 1789 Het zuiden van Myanmar, Vietnam en de Indische Archipel
- H. j. namiyei (Stejneger, 1887) Riukiu-eilanden en Taiwan
- H. j. frontalis Quoy & Gaimard, 1830 Het noorden en westen van Nieuw-Guinea.
- H. j. albescens Schodde & Mason, 1999 Het zuiden en oosten van Nieuw-Guinea. s
- H. j. ambiens Mayr, 1934 Nieuw-Brittannië (Bismarck Archipel)
- H. j. subfusca Gould, 1856 Nieuw-Ierland (Bismarck Archipel), Salomonseilanden, Nieuw-Caledonië en van Vanuatu tot aan de Fijieilanden en Tonga

Het zijn zwaluwen die houden van open landschappen met menselijke nederzettingen. Vaak broeden ze in kustgebieden, maar ook in het binnenland. De zuidzeezwaluw wordt vaak samen gezien met overwinterende zwaluwsoorten zoals de boerenzwaluw.

## Status
De zuidzeezwaluw heeft dus een enorm groot verspreidingsgebied en daardoor alleen al is de kans op uitsterven uiterst gering. De grootte van de populatie is niet gekwantificeerd. Er is aanleiding te veronderstellen dat de soort in aantal vooruit gaat. Om die redenen staat deze zwaluw als niet bedreigd op de Rode Lijst van de IUCN.